# Charles de Marillac
Charles de Marillac (Auvergne, circa 1510 – Melun, 2 december 1560) was een Frans ambassadeur, zowel in het koninkrijk Engeland als in het Heilige Roomse Rijk. Hij was, als beloning, bisschop van Vannes (1550-1557) en graaf-aartsbisschop van Vienne (1557-1560).

## Levensloop

### Jonge jurist

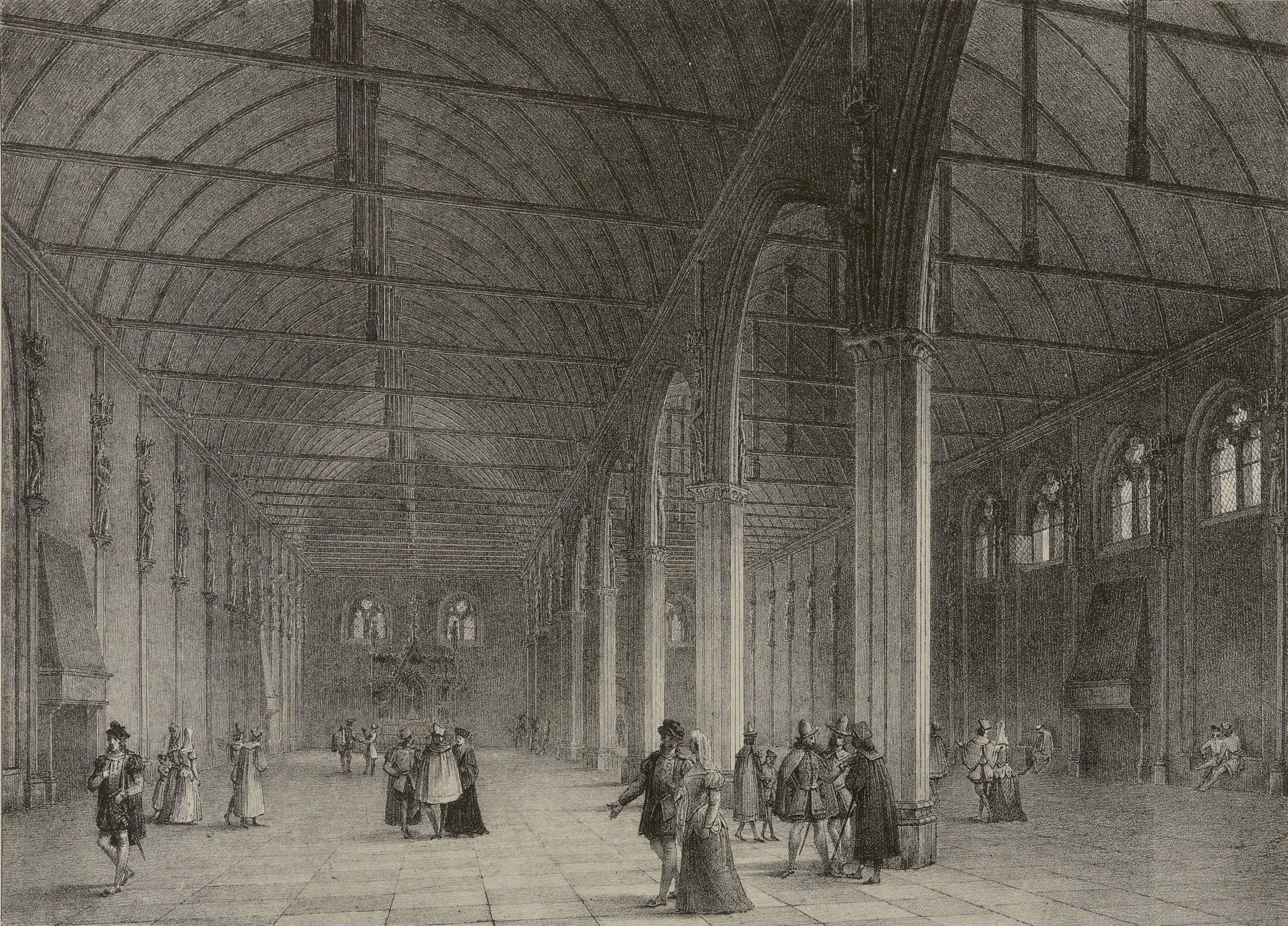
Parlement van Parijs, het hoogste gerechtshof

Zijn familie was afkomstig van Aigueperse doch woonde verspreid in Auvergne. Zijn vader was jonkheer Guillaume de Marillac, heer van Saint-Genest, Lamothe, Hermant en Bricon; zijn moeder was Blanche de Chevillon. Reeds vanaf jonge leeftijd wijdde Marillac zich aan studies. Op de leeftijd van 22 jaar was de jonge jurist advocaat bij het Parlement van Parijs (1533). Omwille van geruchten dat hij protestants zou zijn, ontvluchtte hij Parijs.

### Diplomatiek secretaris
Marillac trok samen met zijn neef, Jean de La Forest, ridder van Malta, naar Constantinopel waar zijn neef tot ambassadeur was benoemd (1535). De diplomatieke inspanningen waren groot want Frankrijk kreeg met veel moeite een handelsakkoord met de Ottomanen. Zijn neef stierf in onduidelijke omstandigheden in de buurt van Constantinopel. Waar sommigen in Parijs meenden dat Marillac uitgeteld was, was dit in de praktijk fout gedacht. Marillac bleef als secretaris van de Franse ambassade actief tot in 1538; hij keerde met een vloot terug naar Parijs, met het fortuin van zijn neef en met een grote faam van diplomatieke handigheid.

### Ambassadeur

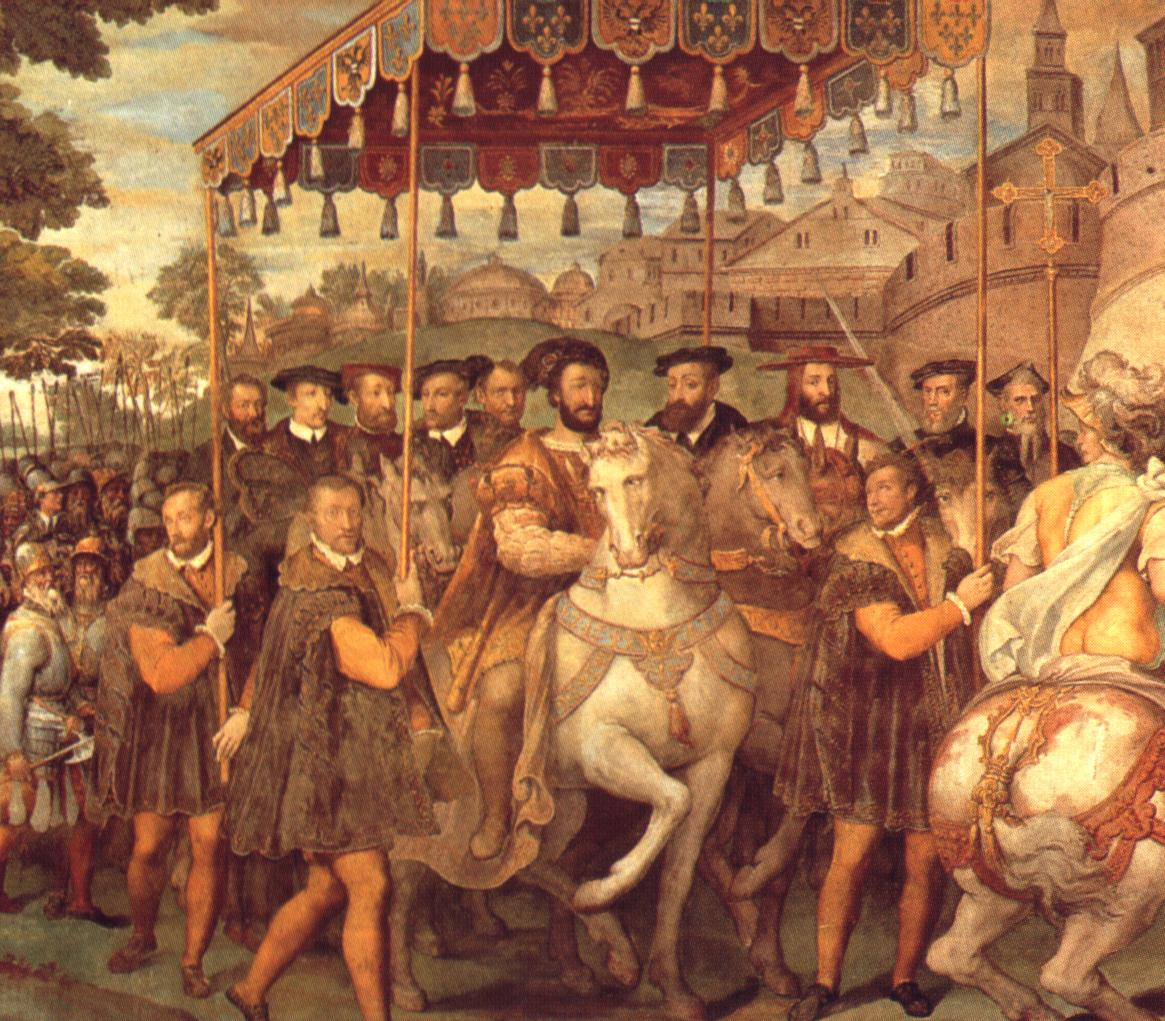
Toenadering tussen Frans I en keizer Karel V

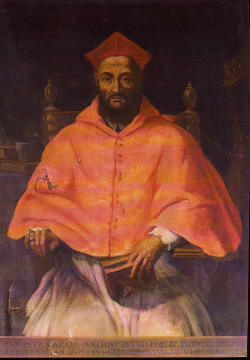
Paus Paulus IV, toen bondgenoot van Frankrijk

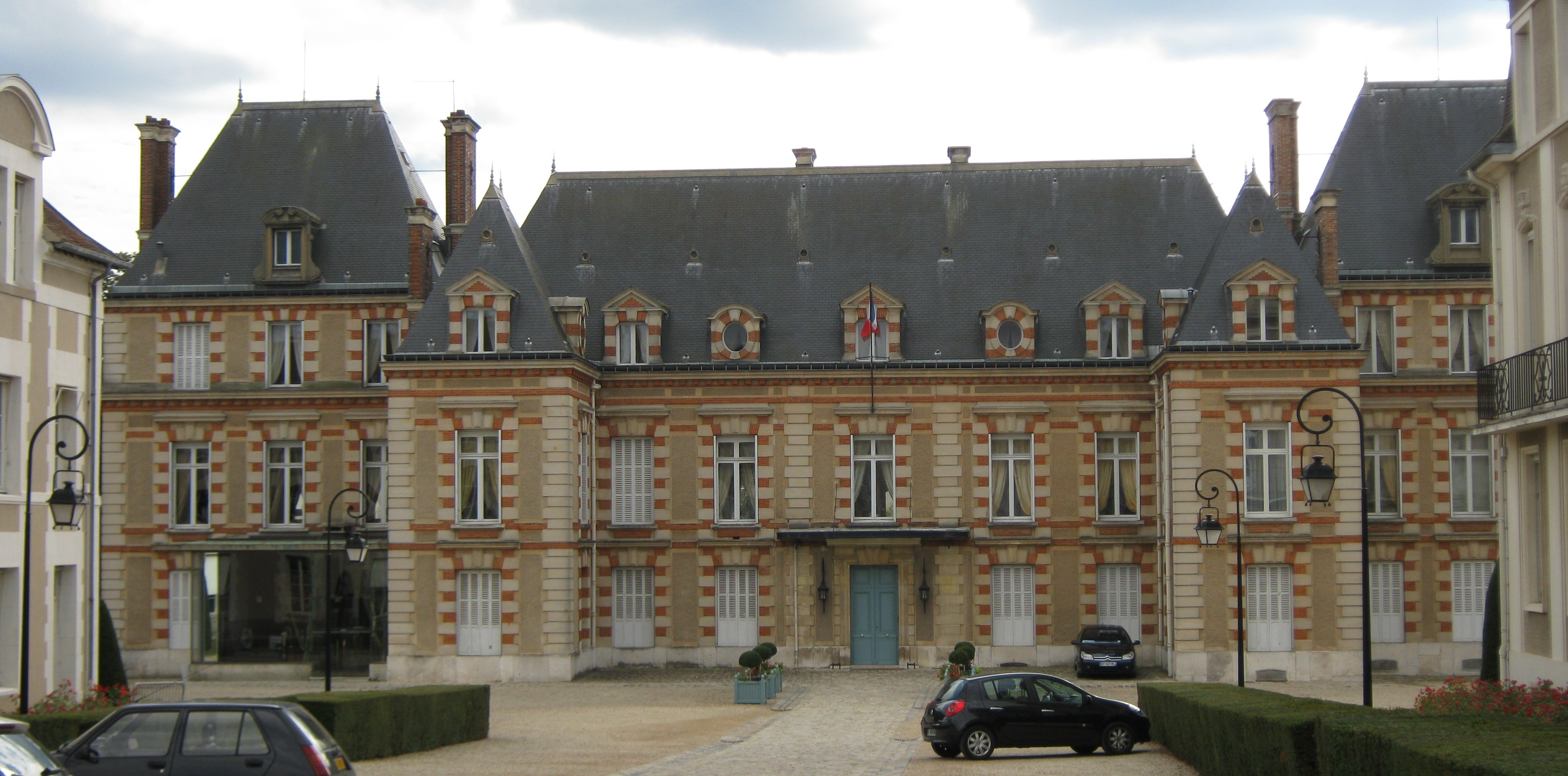
Voormalige abdij Saint-Pierre in Melun; vandaag prefectuur.

Koning Frans I stuurde Marillac onmiddellijk naar Londen voor een hachelijke diplomatieke missie (1538). Frans I en keizer Karel V van het Rooms-Duitse Rijk zochten toenadering, iets wat de Engelse koning nerveus maakte. Als inkomen genoot Marillac deze van raadsheer van het Parlement, alsook de prebende als titulair abt van de machtige abdij Saint-Pierre in Melun, in Isle-de-France. Deze benedictijnenabdij was nog niet verwoest door de Franse godsdienstoorlogen (pas in 1590). In Londen was Marillac ambassadeur van 1538 tot 1541 bij koning Hendrik VIII. In 1542 eindigde de diplomatieke opdracht van Marillac doch hij kon Londen pas verlaten in 1543 omdat hij al die tijd onder huisarrest stond. Dit was op bevel van Hendrik VIII omwille van de gespannen verhouding tussen Engeland en Frankrijk (hetzelfde gebeurde met de Engelse ambassadeur in Parijs). Hendrik VIII vond Marillac overigens een onbenullig figuur “trop petit personnage”.
Mogelijks verbleef Marillac kort in Venetië (1543) in afwachting van een nieuwe opdracht in Constantinopel. Deze periode van zijn leven kent een hiaat.
In 1547 was Marillac ambassadeur in Zwitserland, waar hij samen met Brissac de Franse belangen verdedigde.
Van 1548 tot 1549 was Marillac in Brussel, in de Habsburgse Nederlanden. Hij was ambassadeur bij keizer Karel V voor de moeilijke toenadering tussen Karel V en Hendrik II, koning van Frankrijk. Marillac werd een belangrijke Franse pion in de twisten tussen Karel V en het Schmalkaldisch Verbond. Op handige wijze bracht hij het Franse standpunt over bij al deze Duitse vorsten. Hendrik II van Frankrijk beloonde Marillac met het bisdom Vannes (1550); doch veel tijd had Marillac niet om bisschop te zijn. Marillac reisde naar Metz (1553), Basel (1554) en naar Rome bij de Fransgezinde paus Paulus IV (1557).
Marillac vertegenwoordigde Frankrijk tijdens de toenadering tussen keizer Karel V en zijn katholieke nicht Maria I van Engeland in Marck, nabij Calais, wat toen in Engelse handen was (1555). Dit gebied was diplomatiek prima gelegen voor Maria I om een vredesmaneuver te voeren met haar Habsburgse familie. Deze gesprekken leidden naar niets. Marillac schreef diplomatieke brieven rond waarin hij Filips II van Spanje en Emmanuel Filibert van Savoye de schuld gaf van deze diplomatieke mislukking.
Marillac poogde vervolgens de troepen van hertog Frans van Guise te verenigen met de troepen van het hertogdom Florence, om zo te marcheren tegen het Spaansgezinde koninkrijk Napels. Nochtans zag Marillac op tijd het dubbelspel in van de Florentijnen. Hij lichtte tijdig koning Hendrik II in. Hendrik II was opgezet met het diplomatieke werk van Marillac. De koning benoemde hem tot lid van zijn Geheime Raad. Bovendien schonk hij hem het aartsbisdom Vienne op het moment dat Marillac bij de paus was (1557). Marillac liet zich in Vienne vervangen door zijn broer, Bertrand de Marillac, een franciscaan. Marillac zelf trok immers als Frans ambassadeur naar de Rijksdag in Augsburg (1558). Het was zijn laatste diplomatieke opdracht. In 1559 stierf Hendrik II, zijn politieke beschermheer.
De Franse godsdienstoorlogen barstten los. In 1560 pleitte graaf-aartsbisschop Marillac tijdens een toespraak in Fontainebleau voor hervormingen van de katholieke kerk in Frankrijk. Dit was niet naar de zin van hertog Frans van Guise, leider van de katholieke fractie en voordien een medestander van Marillac. De hertog werkte Marillac buiten uit het aartsbisdom Vienne. Marillac stierf in zijn abdij van Melun in 1560, waar hij ook begraven werd.

## Werken
Van Marillac zijn talrijke brieven en rapporten bewaard. Hierin beschreef hij minutieus de diplomatieke maneuvers en hoe hij de Franse belangen verdedigde.

## Varia
In de televisieserie The Tudors speelde de acteur Lothaire Bluteau de rol van Charles de Marillac, Frans ambassadeur aan het Engelse hof in Londen.
- Bibliothèque nationale de France: cb12486055h (data)
- Gemeinsame Normdatei: 1055288821
- International Standard Name Identifier: 0000 0000 5235 8953
- Library of Congress Control Number: nr99011581
- Nationale Bibliotheek van Israël: 987007291913605171
- Nederlandse Thesaurus van Auteursnamen: 135594626
- SNAC: w6mx7mnb
- Système universitaire de documentation: 091634768
- Virtual International Authority File: 9950522
- WorldCat: E39PBJtrPFRPHRDghy7mQRCG73